# Diga di Kuguno
La diga di Kuguno (久々野ダム?, Kuguno damu) è una diga a Takayama, nella prefettura di Gifu, in Giappone, completata nel 1962.

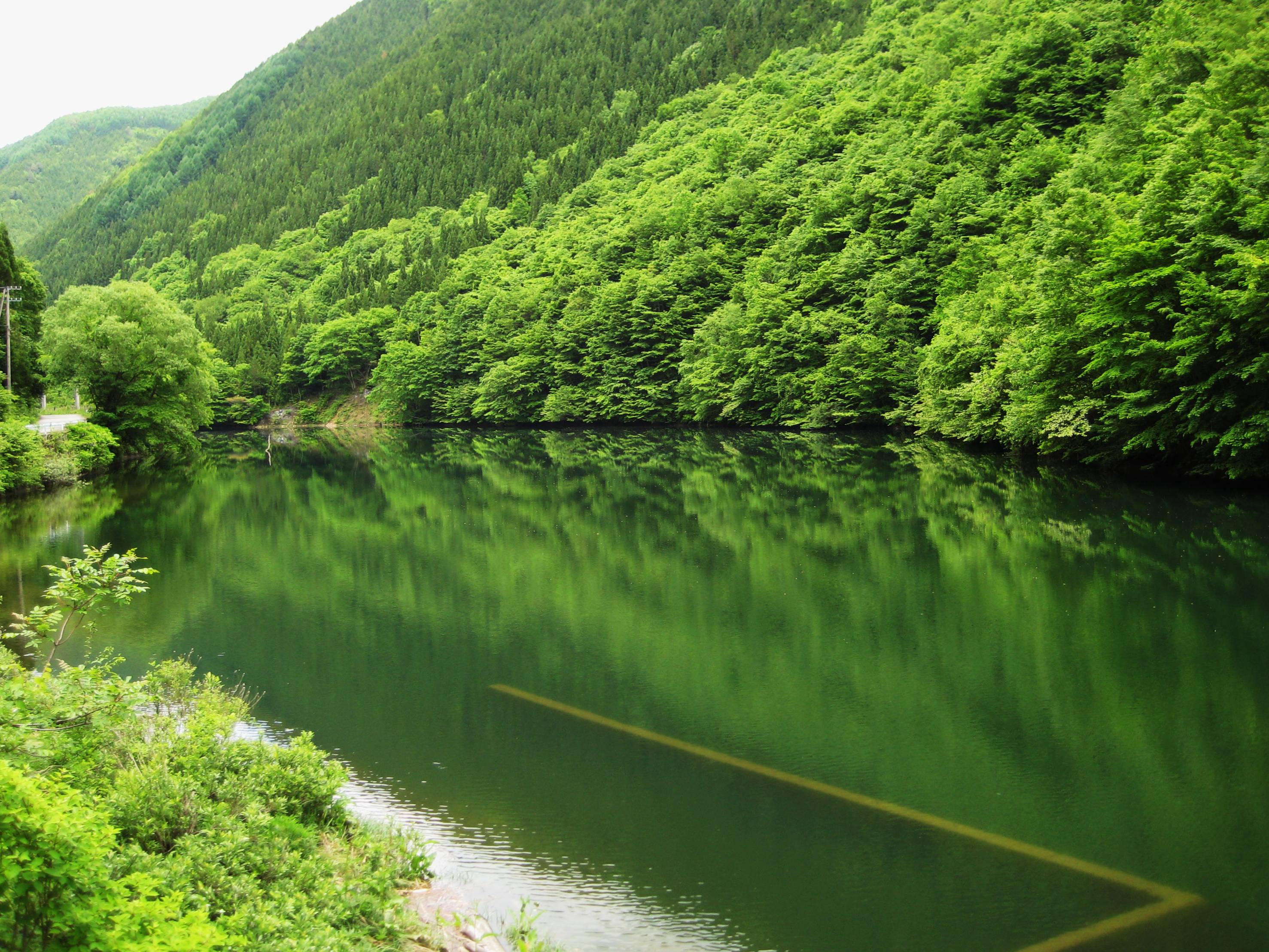